# Campionato Roraimense 2013
Il Campionato Roraimense 2013 è stata la 60ª edizione del Campionato Roraimense.

## Squadre partecipanti
| Squadra          | Città     |
| ---------------- | --------- |
| Atlético Roraima | Boa Vista |
| Baré             | Boa Vista |
| GAS              | Boa Vista |
| Náutico-RR       | Caracaraí |
| São Raimundo-RR  | Boa Vista |

## Primo turno (Taça Boa Vista)
|  | Pos. | Squadra          | Pt | G | V | N | P | GF | GS | DR |
|  | ---- | ---------------- | -- | - | - | - | - | -- | -- | -- |
|  | 1.   | Náutico-RR       | 8  | 4 | 2 | 2 | 0 | 7  | 5  | +2 |
|  | 2.   | São Raimundo-RR  | 7  | 4 | 2 | 1 | 1 | 5  | 2  | +3 |
|  | 3.   | Baré             | 5  | 4 | 1 | 2 | 1 | 6  | 6  | 0  |
|  | 4.   | Atlético Roraima | 3  | 4 | 0 | 3 | 1 | 6  | 7  | -1 |
|  | 5.   | GAS              | 2  | 4 | 0 | 2 | 2 | 3  | 7  | -4 |

| Taça Boa Vista      |
| ------------------- |
|                     |
| Náutico-RR Campione |

## Secondo turno (Taça Roraima)
|  | Pos. | Squadra          | Pt | G | V | N | P | GF | GS | DR  |
|  | ---- | ---------------- | -- | - | - | - | - | -- | -- | --- |
|  | 1.   | São Raimundo-RR  | 9  | 4 | 3 | 0 | 1 | 12 | 2  | +10 |
|  | 2.   | Baré             | 7  | 4 | 2 | 1 | 1 | 6  | 4  | +2  |
|  | 3.   | GAS              | 6  | 4 | 2 | 0 | 2 | 7  | 9  | -2  |
|  | 4.   | Náutico-RR       | 4  | 4 | 1 | 1 | 2 | 4  | 10 | -6  |
|  | 5.   | Atlético Roraima | 3  | 4 | 1 | 0 | 3 | 4  | 8  | -4  |

| Taça Roraima             |
| ------------------------ |
|                          |
| São Raimundo-RR Campione |

## Finale del campionato statale
| Arbitro: | Zacarias Santiago |

|  |                      |  |
|  | Tiri di rigore 5 – 4 |  |

| Campionato Roraimense 2013      |
| ------------------------------- |
|                                 |
| Náutico-RR Campione (2º titolo) |

## Classifica finale
|  | Pos. | Squadra          | Pt | G | V | N | P | GF | GS | DR  |
|  | ---- | ---------------- | -- | - | - | - | - | -- | -- | --- |
|  | 1.   | Náutico-RR       | 13 | 9 | 3 | 4 | 2 | 11 | 15 | -4  |
|  | 2.   | São Raimundo-RR  | 17 | 9 | 5 | 2 | 2 | 17 | 4  | +13 |
|  | 3.   | Baré             | 12 | 8 | 3 | 3 | 2 | 12 | 10 | +2  |
|  | 4.   | GAS              | 8  | 8 | 2 | 2 | 4 | 10 | 16 | -6  |
|  | 5.   | Atlético Roraima | 6  | 8 | 1 | 3 | 4 | 10 | 15 | -5  |

Legenda:

      Ammesso al Campeonato Brasileiro Série D 2013, alla Copa Verde 2014, e alla Coppa del Brasile 2014